# Martha Montaner
Martha Silvana Montaner Formoso (6 tháng 1 năm 1955 – 9 tháng 3 năm 2016 ) là một chính trị gia người Uruguay của Đảng Colorado.

## Tiểu sử
Martha Montaner là con gái của Dora Formoso và chính trị gia Jaime Montaner trong đảng Unión Colorada y Batllista. Đầu tiên, là cha của cô sau đó cô lãnh đạo nhóm danh sách 2215 ở Sở Tacuarembó. Martha học nha khoa và chuyên ngành nha khoa nhi.
Cô được bầu làm phó cho Foro Batllista  tại Sở Tacuarembó năm 1994 và 1999.
Cô đã tham gia cái gọi là "nhóm của phụ nữ", tìm cách thúc đẩy sự tham gia chính trị và quyền của phụ nữ, cùng với các đại biểu Beatriz Argimón, Raquel Barreiro, Nora Castro, Silvana Charlone, Margarita Percovich, Yeanneth Puñales, María Alejandra Riveral Glenda Rondán, Diana Saravia Olmos, Lucía Topolansky và Daisy Tourné.
Trong một số lần, cô là một ứng cử viên cho Bộ Tacuarembó.
Vào năm 2008, Montaner đã tách mình khỏi Foro Batllista, do sự bất đồng về cách chọn ứng cử viên. Năm 2009, cô tham gia phong trào Vamos Uruguay, do Pedro Bordaberry lãnh đạo. Bà được bầu làm phó cho giai đoạn 2010-2015. Trong nhiệm kỳ đó, cô cũng là người thay thế cho Ope Pasquet tại Thượng viện.
Cô giữ một vị trí trong Ủy ban điều hành quốc gia (CEN) của Đảng Colorado. Vào ngày 8 tháng 3 năm 2012, cô trở thành Tổng thư ký của đảng này. Sự kiện này khiến cô trở thành người phụ nữ đầu tiên trong lịch sử Uruguay chiếm vị trí đại diện hàng đầu trong một đảng chính trị.